# Конфедерација из Бара
Конфедерација из Бара (1768—1772) је био савез пољског племства (шљахте), који је основан у тврђави Бар 
у Подолији 1768, са циљем да се одбрани унутрашња и спољна независност Пољско-литванске уније од Русије.
Били су и против пољског краља Станислава Августа и пољских реформатора, који су покушали да ограниче моћ богатијег дела шљахте. Иако су победили Русе у неколико битака, били су поражени. Имали су подршку страних сила, коју су изгубили након покушаја киднаповања краља. После њихова пораза дошло је до Прве поделе Пољске 1772. године.

## Историја
Од 1767. до 1768, Русија је уз помоћ свога амбасадора у Варшави Николаса Репнина и Русији лојалног локалног племства успела да присили пољски Сејм да донеси резолуције какве су одговарале Русији. Тако су најпре похапшени противници новог устава. Присилили су Сејм да прогласи комисију за писање устава. Затим је на седници без дебате изгласан нови устав 1768. године. Тим уставом поништене су реформе из 1764, када је био укинут либерум вето. Похапсили су бискупа од Кијева, бискупа од Кракова и једног хетмана.
После тога пољски магнати Адам Красински, бискуп од Каменеца, Казимир Пуласки и Михаел Красински одлучили су да оснују конфедерацију, као војну организацију, која се опире влади. Основали су 29. фебруара 1768. године Конфедерацију из Бара.
Краљ Станислав Август је најпре био наклоњен преговорима конфедералиста и представника Русије Николаја Репнина. Пошто то није било могуће краљ је послао војску против конфедералиста и они су заузели Бар. У исто време је избила побуна сељака у Украјини против шљахте и католика. Конфедералисти су тражили страну помоћ и допринели су избијању Руско-турског рата 1768—1774. Постало је толико озбиљно да је цар Фридрих Велики саветовао царицу Катарину Велику да се нагоди са конфедералистима. Конфедералисти су имали аустријску и француску подршку.
Снаге конфедерације су победиле руску војску у неколико битака и слали су своје представнике тражећи подршку на дворовима великих сила. Седиште су 1770. преместили из Шлеске у Мађарску, где су водили дипломатске преговоре са Француском, Хабзбуршком монархијом и Османским царством. Надали су се да ће се створити савез против Русије.

## Киднаповање краља и губитак подршке
Краља су прогласили свргнутим 22. октобра 1770. године. Француска је послала генерала Димуријеа да им помаже у организацији војске. У међувремену, краљ Станислав Август је имао намеру да пристане на захтеве конфедерације из Бара. Међутим краља су 1771. киднаповали (вероватно конфедералисти) под нејасним околностима неколико дана. После тога краљ се потпуно окреће руској фракцији, а због киднаповања краља конфедерација из Бара је изгубила доста подршке, коју је уживала у Европи.
Ипак војска конфедерације је била добро реорганизована од стране француског генерала Димуријеа и наставила је са борбама.
Ипак губитком подршке конфедерација је изгубила значај и била је осуђена на пораз. Руси су заробили вође конфедерације из Бара, па су њих са породицама протерали у Сибир. У Бечу је 19. фебруара 1772. склопљен договор о подели Пољске. У августу су исто време у Пољску ушле аустријска, руска и пруска војска и заузеле су оне области за које су се претходно договориле. Манифест о томе је издан 5. августа 1772. и изазвао је велико запрепаштење у већ исцрпљеној Пољској.
Војска Конфедерације из Бара није положила оружје. Упорно су бранили сваку тврђаву. Краков је пао тек 28. априла 1773. када га је заузео руски генерал Суворов. Помоћ конфедерацији није стигла ни из Француске ни из Велике Британије иако су у њих полагали наде. Рат са Русијом и страним силама коштао је конфедерацију из Бара око сто хиљада војника, а земља је била у рушевина и без великога дела територија.
Подела Пољске је ратификована 22. септембра 1772. године.